# ティアゴ・マイア
ティアゴ・マヌエル・ダ・シルヴァ・マイア（Tiago Manuel da Silva Maia 、1992年9月18日 - ）は、ポルトガル・ゴンドマール出身のプロサッカー選手。ロウレターノDC所属。ポジションは、ゴールキーパー。